# Osterkopf bei Usseln
Osterkopf bei Usseln este o arie protejată (arie specială de conservare — SAC, sit de importanță comunitară — SCI) din Germania întinsă pe o suprafață de 35,65 ha, integral pe uscat.

## Localizare
Centrul sitului Osterkopf bei Usseln este situat la coordonatele 51°17′25″N 8°40′26″E / 51.2903°N 8.6739°E.

## Înființare
Situl Osterkopf bei Usseln a fost declarat sit de importanță comunitară în aprilie 1999 pentru a proteja 7 specii de animale. Situl a fost protejat și ca arie specială de conservare în martie 2008.

## Biodiversitate
Situată în ecoregiunea continentală, aria protejată conține 2 habitate naturale: Pajiști uscate europene, Formațiuni ierboase bogate în specii de Nardus, dezvoltate pe substraturi silicioase în zone montane (și în zone submontane, în Europa continentală).
La baza desemnării sitului se află mai multe specii protejate de  păsări (7): ciocârlie-de-câmp (Alauda arvensis), fâsă de luncă (Anthus pratensis), ciocănitoare neagră (Dryocopus martius), sfrâncioc roșiatic (Lanius collurio), sfrâncioc mare (Lanius excubitor excubitor), gaia roșie (Milvus milvus), silvie de câmp (Sylvia communis).
Pe lângă speciile protejate, pe teritoriul sitului au mai fost identificate 17 specii de plante, 6 specii de nevertebrate.